# Моморо, Антуан-Франсуа
Антуан Франсуа Моморо́ (фр. Antoine-François Momoro; 1756, Безансон — 24 марта 1794, Париж) — французский издатель и книготорговец, революционный деятель, содержатель типографии и книжного магазина, оратор в клубах кордельеров и эбертистов. Ему приписывается авторства девиза Французской республики «Unité, Indivisibilité de la République; Liberté, Egalité, Fraternité ou la mort» (Единство, неделимость Республики; Свобода, Равенство, Братство или Смерть). Свою жизнь закончил на гильотине.
Происходил из семьи с испанскими корнями. Получил хорошее образование в своём родном городе, в 1780-х годах переехал в Париж, с 1787 года занимался книготорговлей. Был противником монархии и католичества и после начала в 1789 году Великой французской революции начал активно участвовать в революционных событиях, купив несколько печатных прессов и начав издавать революционную литературу. От Парижской коммуны получил эксклюзивное право на печатание нужной литературы и стал секретарём Общества прав человека, позднее преобразованного в клуб Кордельеров, в котором он стал также одним из первых ораторов. Участвовал в демонстрации парижан (требовавших низложения короля) на Марсовом поле (17 июля 1791), за что до сентября 1791 года оказался в заключении, после чего вернулся к издательской деятельности.
С июня 1792 года был сторонником Марата. После 10 августа 1792 года был назначен членом административной комиссии Сенского департамента, руководил размещением на фасадах всех учреждений города девиза революции. Постепенно становился всё более радикальным политиком, принимал активное участие в «дехристианизации», был сторонником культа разума. В мае 1793 года был направлен в Вандею, участвовал в подавлении роялистского мятежа и осаде Сомюра. После убийства Марата в июле 1793 года стремился занять его место. Выступал против жирондистов, Робеспьера (которого обвинял в модерантизме) и Комитета общественного спасения, и в конце концов был 13 марта 1794 года арестован и приговорён революционным судом к казни вместе с Эбером и соучастниками последнего; казнён был спустя сутки после вынесения приговора.
Его сочинения: «Rapport sur les événements de la guerre de la Vendée» и «Le Journal des Cordeliers» (появились только 10 номеров).